# Xã Wellington, Quận Sumner, Kansas
Xã Wellington (tiếng Anh: Wellington Township) là một xã thuộc quận Sumner, tiểu bang Kansas, Hoa Kỳ. Năm 2010, dân số của xã này là 360 người.